# Ospedale di Mazara del Vallo
Il presidio ospedaliero "Abele Ajello" è una struttura sanitaria dell'ASP di Trapani, sita nel comune di Mazara del Vallo. Il presidio ospedaliero "Abele Ajello" fa parte del distretto ospedaliero TP2.

## Storia
L'attuale struttura sanitaria è stata realizzata in diverse fasi a partire dagli anni sessanta fino agli inizi degli anni ottanta. Il primo nucleo fu attivato d'urgenza subito dopo il terremoto del Belice.

### L'ospedale di Santa Lucia
L'ospedale più antico di cui si hanno notizie venne fondato nel 1594, dall'allora vescovo Luciano de Rubeis, che lo finanziò con fondi propri, insieme a precedenti fondi stanziati dal suo predecessore, il vescovo Antonio Lombardo, nel 1574. Esso venne intitolato a Santa Lucia.

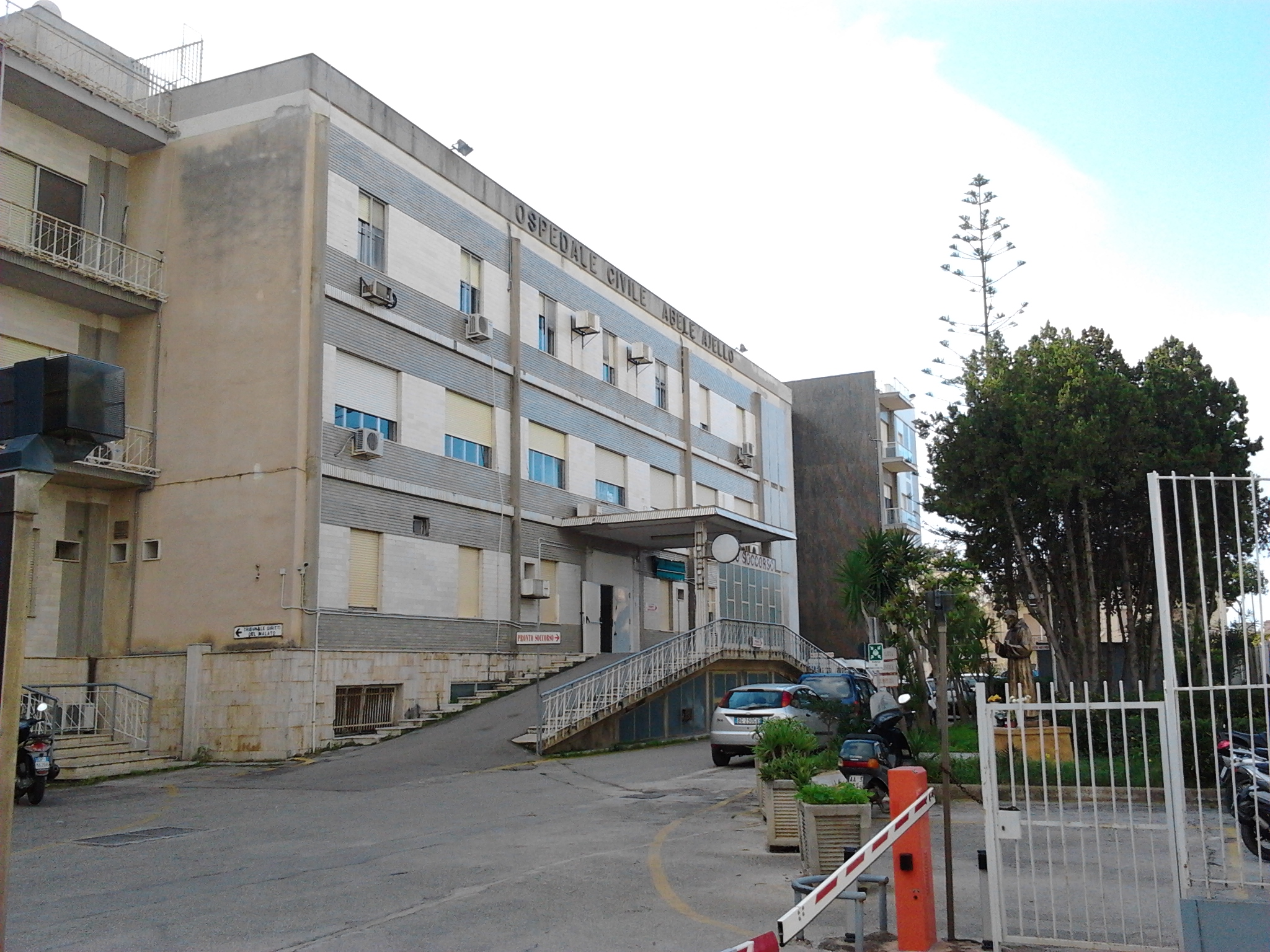
Il vecchio Abele Ajello

Prima di questo, Mazara del Vallo possedeva già un luogo dedicato alla cura dei malati presso la chiesa di Sant'Egidio, che venne però abbandonato perché non più adatto alle crescenti esigenze della città. Fu per questo motivo che il vescovo De Rubeis fece procedere all'acquisto di terreni e case situati nel piano della Concezione (oggi via Casa Santa), il 13 gennaio 1594.

### L'ospedale vecchio
Quello che oggi viene chiamato "ospedale vecchio" venne fondato nel 1657 dal vescovo Giovanni Lozano, ed è situato nel centro storico, vicino alla chiesa del Purgatorio (o di San Calcedonio) (oggi via Ospedale vecchio). Suoi successori nella reggenza dell'ospedale furono il canonico Mariano Ortis, don Pietro Mirabella e il capitano di giustizia Francesco Centorbi.

### La costruzione del 1968
Il vecchio ospedale rimase in funzione fino al 1968, quando il nuovo ospedale, sebbene fosse ancora incompleto, venne attivato d'urgenza in concomitanza con il terremoto del Belice.
L'ospedale, titolato ad Abele Ajello, nel 1995, con l'istituzione dell'Azienda sanitaria locale n.9 fu incorporato nellAsl. Nel 2009 passò all'Azienda sanitaria provinciale di Trapani.

### La nuova struttura
Nel mese di luglio 2010, il locale comando dei vigili del fuoco, a seguito di sopralluoghi effettuati nella struttura ospedaliera, ha riscontrato l'inadeguatezza della stessa, in particolar modo in merito alla sua sicurezza. Per tali motivi ha comunicato alla prefettura di Trapani la «sospensione di tutte le attività ospedaliere», richiedendo la riduzione del numero di posti letto ad un numero inferiore a 25 e l'adeguamento del piano sicurezza della struttura.
Alla luce dei problemi riscontrati, l'ASP di Trapani ha reperito i fondi per realizzare la ristrutturazione dell'ospedale e la costruzione di nuovi padiglioni: un finanziamento dell'Unione europea per un totale di 32,4 milioni di euro.

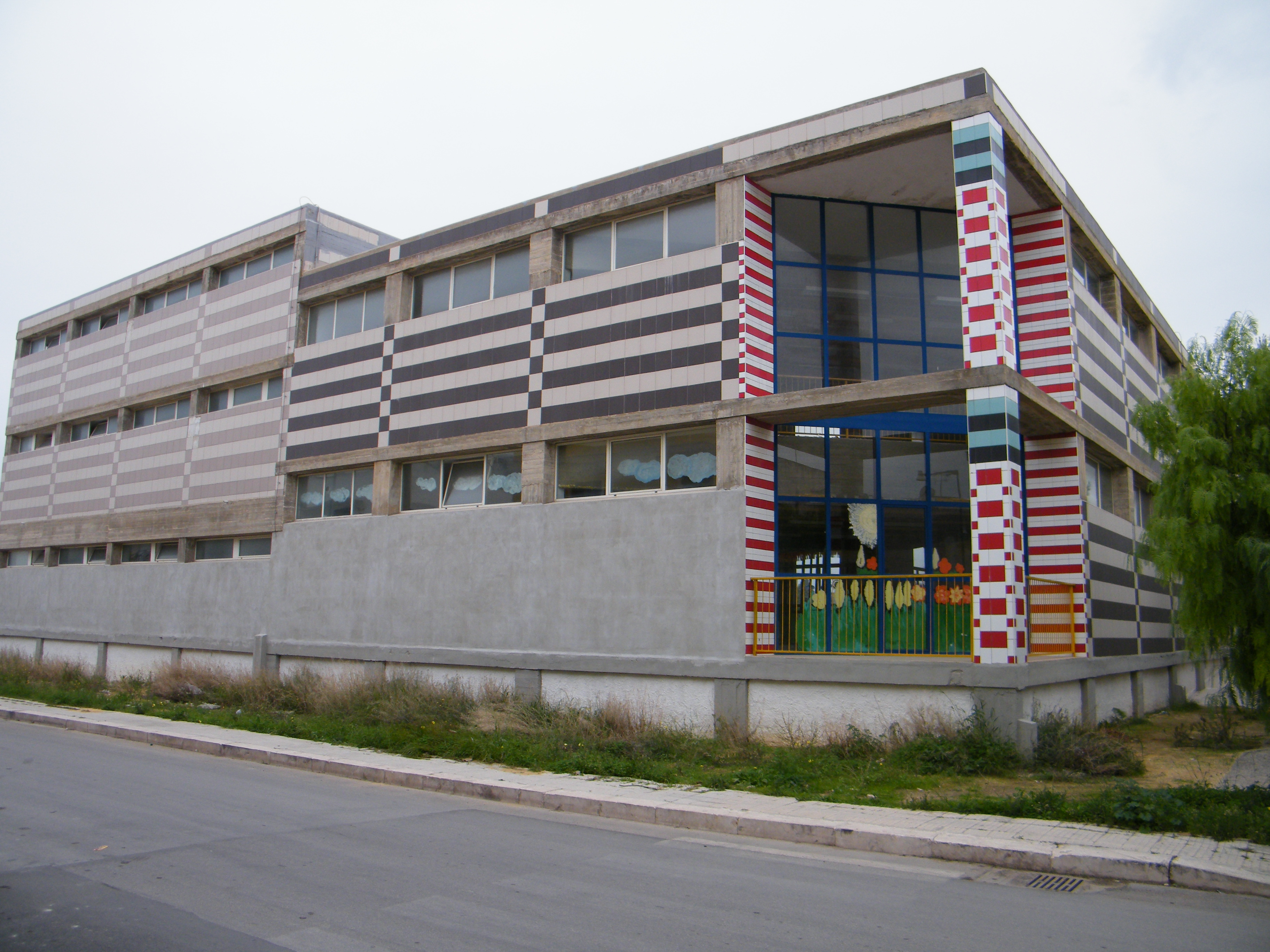
Area di emergenza-urgenza limitrofa all'ospedale, utilizzata dal 2012 al 2017 durante i lavori di ristrutturazione

Le unità operative, durante gli interventi di ristrutturazione, furono trasferite presso i presidi ospedalieri vicini di Castelvetrano (P.O. Vittorio Emanuele II) e Marsala (P.O. Paolo Borsellino), mentre fu attivata un'Area di emergenza urgenza limitrofa al nosocomio.
Il progetto, redatto dall'architetto Giuseppe Sindoni del gruppo Sair Geie, prevede una separazione dei flussi d'ingresso alla struttura, con la creazione di nuovi accessi per ambulanze e per specifici reparti. L'ospedale è stato inoltre dotato frontalmente di una grande parete fotovoltaica, e di un luogo di ristoro.
I lavori si sono conclusi a settembre 2016. Sono stati 11.000 i m² di demolizioni effettuate con l’innovativa tecnica della decostruzione e realizzati ex novo e 4.800 m² di ristrutturazione, per complessivi 16.300 m² di ricostruzione.
Nel giugno 2017, sono tornate le unità operative nella nuova struttura. Nel febbraio 2019 nella nuova rete ospedaliera regionale l'Abele Aiello è stato individuato come DEA di primo livello.

## Servizi

### Unità operative
- Anestesia e Rianimazione
- Cardiologia con UTIC
- Chirurgia Generale
- Farmacia
- Lungodegenza e Riabilitazione
- Malattie dell'Apparato Respiratorio
- Medicina Generale con Lungodegenza e Riabilitazione
- Neurologia
- Oncoematologia (Dipartimentale)
- Ortopedia
- Ostetricia e Ginecologia
- Patologia Clinica
- Centro trombosi e terapie antitrombotiche
- Pediatria e Nido
- Pronto Soccorso
- Radiodiagnostica
- Radioterapia oncologica [14]
- UTIC e Impiantistica Cardiologica